# John Pitts
John Martin Pitts (Birmingham, 28 febbraio 1945 – 19 giugno 2025) è stato un giocatore di football americano statunitense che ha militato nel ruolo di safety nella National Football League (NFL).

## Carriera
Al college Pitts giocò a football per gli Arizona State Sun Devils. Fu scelto nel corso del primo giro (22º assoluto) del Draft NFL 1967 dai Buffalo Bills. Vi giocò fino a parte della stagione 1973, nella quale passò ai Denver Broncos. Iniziò la stagione 1975 con i Cleveland Browns dopo di che fece ritorno ai Broncos, chiudendo la carriera.